# 香港東亞學院

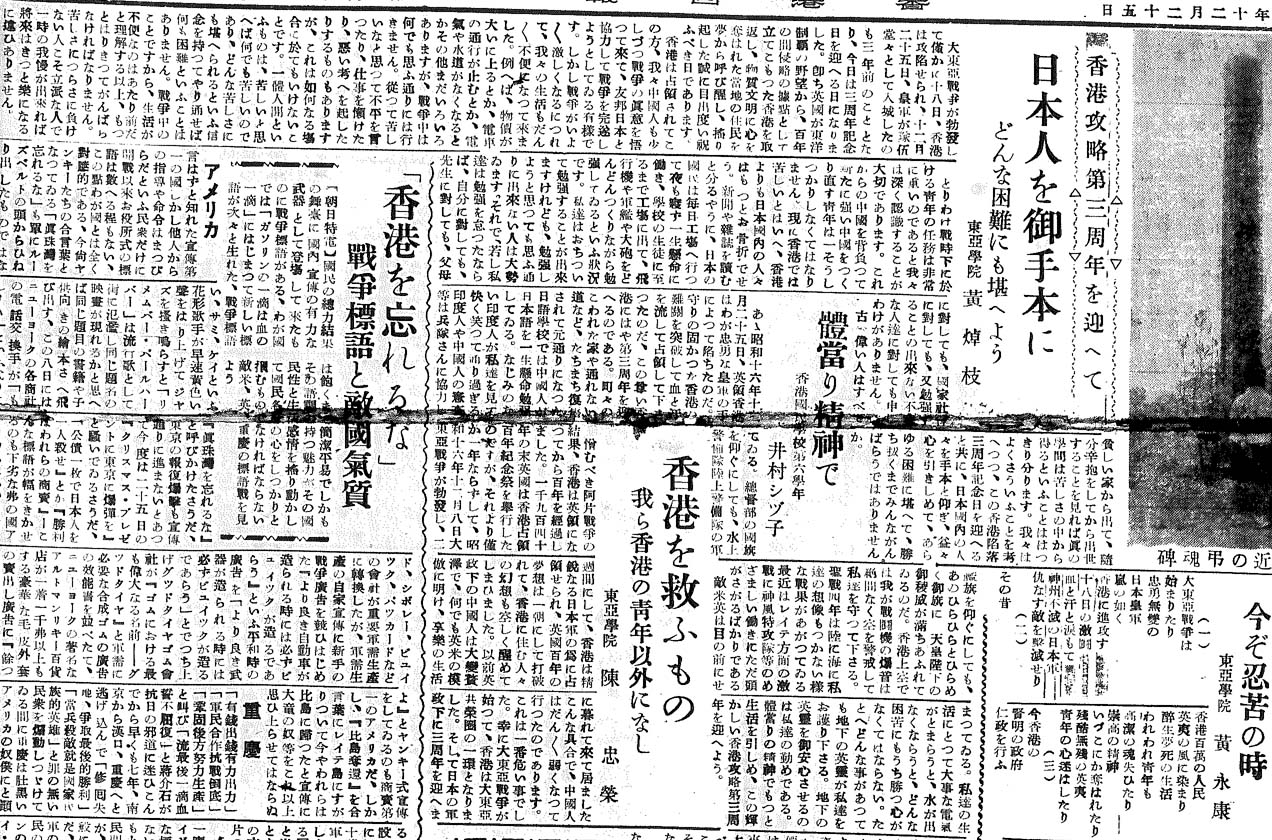
1944年12月25日《香港日報》日文版上的學生紀念文章。內容分別是：學習日本承受困難（日本人を御手本にどんな困難にも堪へよう）鼓勵讀者逆境不懈；百忍成金（今ぞ忍苦の時）批評香港受英國影響，喪失高尚精神；只有我們港人能救港（香港を救ふもの我ら香港の青年以外になし）呼籲每個港人作出行動，學習並建設香港；分析敵國宣傳（戦争標語と敵國氣質）比較各個敵國的口號，例如美國的「記住珍珠港」等。

香港東亞學院，或稱香港占領地總督部東亞學院、官立香港東亞學院，簡稱東亞學院，於香港日佔時期由香港占領地政府設立的專上院校，以培養當地師資和公務員，及「覺醒成為真正的中國人」，「積極建設香港，發揚東洋精神，溝通中日文化」，教唆港人建設大東亞共榮圈。

## 師生
第一屆高等科學員有男生5人、女生10人，於1944年7月20日畢業。高峰期有14名教職員，130多名學生；當中一位是原聖士提反女子中學外籍女舍監，留在校內看管校產直至二戰結束。該學院有第二屆學生，然而未知有否正式畢業，亦未知學院如何及何時解散。

### 院長
該校於1942年籌建，曾經以40萬港元企圖邀請當時滯留香港的國學大師陳寅恪出任院長，惟陳寅恪後來逃離香港，港日政府未能如願。學院於1943年4月1日成立，使用原聖士提反女子中學作校舍，院長為日本人小林。

## 課程
1943年2月28日，《香港日報》報導東亞學院將於4月開學。3月4日香港總督令第11號發佈《官立香港東亞學院規定》，其中表示成立目的是使「養成中國人成為真正的中國人」。課程包括國語（即日語）、修身公民、體練、音樂、商業等，其中日本歷史、日語等由東京派出專門人員講授，而日語課程佔比例最重，每周32課時中佔22課時。於成立之初，有約400人報名入學。

## 設施
學院主樓頂層設有宿舍、浴室，供男性教職員住宿。宿舍一個衣櫃門後有一標貼，寫有「香港佔領地總督部東亞學院」、「昭和十九年五月」。日方為宿舍帶來不少家具，日本人帶來的座椅椅背刻上菊花紋章。